# 木檜恕一
木檜 恕一（こぐれ じょいち、1881年（明治14年）12月 - 1944年（昭和19年）10月）は、日本の工芸家、家具デザイナーである。

## 経歴・人物
群馬県の生まれ。東京高等工業学校（現在の東京工業大学）に入学し、教員養成所建築科に所属する。卒業後は同大学の助教授として活動し、後大学時代に木檜が所属した室内装飾科の研究会である「樫葉会」（後の木材工芸学会）の創設に携わり同時に会長を務めた。この頃に椅子を筆頭に多くの家具のデザインに携わり、室内におけるデザインや洋風といった近代的な作風を用いた家具をデザインし、「日本人の椅子生活」のスローガンを唱える啓発活動に携わった。
1919年（大正8年）に生活改善同盟会の創設に携わり、同時に委員となる。1921年（大正10年）より文部省に入り研修のため渡米し、1923年（大正13年）に帰国するまでのその職にあたった。同年に創立された東京高等工芸学校（現在の千葉大学）の教授となり、1924年（大正11年）からは木材工芸科の科長となった。その後も1926年（昭和元年）に帝国工芸会設立の関与やその理事、1933年（昭和8年）には臨時産業合理局事務用卓子及椅子単純化委員会の委員を経て1942年（昭和17年）に日本家具統制協会の会長を歴任した。晩年は横浜高等工業学校（現在の横浜国立大学工学部）で教鞭を執り、没後多磨霊園に葬られた。

## 受賞歴
- 栄誉章 - 1928年にフランスのアカデミー・デ・ボザールより受章[3]。

## 著書
- 『家具の科学』